# 젖떼기

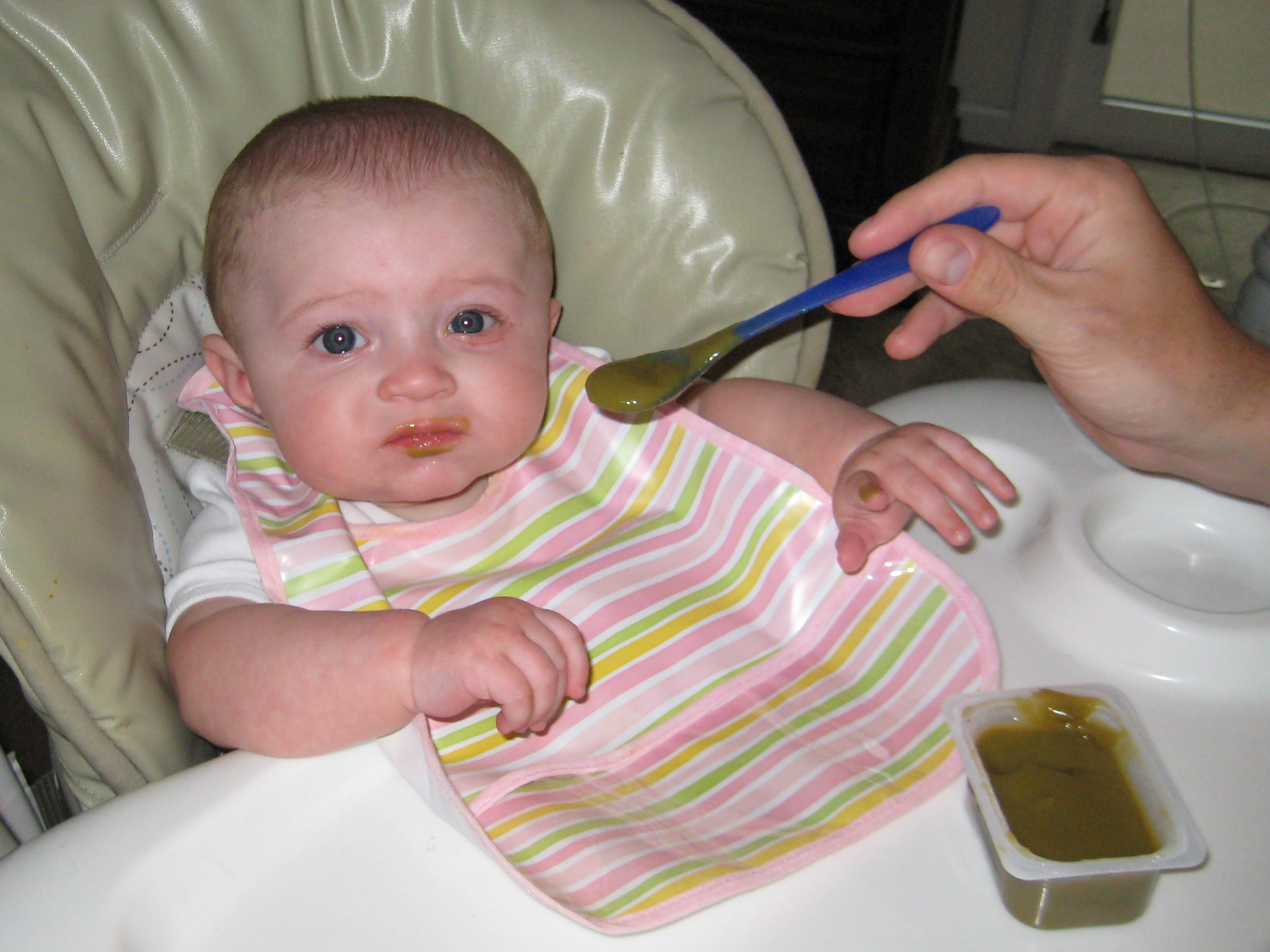
유아에게 이유식을 먹이고 있다.

젖떼기 또는 이유(離乳, weaning)는 인간 아기나 다른 포유류가 젖을 먹지 않게 되는 것 또는 먹지 못하게 젖을 떼는 것을 말한다. 이 행위는 포유류에게만 해당하는데, 포유류만이 젖을 낼 수 있기 때문이다. 모유나 조제분유에 의해 모유 수유를 더 이상 하지 않는 경우 젖떼기를 온전히 마쳤다고 볼 수 있다.

## 동물

### 말
자연 상태에서는 1년 가까이 모유를 먹이는데 다음 새끼가 태어날쯤 되면 어미 말이 스스로 수유를 중단하고 망아지를 더 이상 곁에 오지 못하도록 견제한다. 그러나 사육되는 말은 보통 생후 4~6개월째인 가을이 되면 어미말로부터 분리해 이유시킨다.
망아지의 정상적인 사료섭취의 습관을 길러주고, 어미말의 뱃속에 다시 임신된 태아의 발육을 돕기 위해서 강제로라도 이유를 시켜야 한다. 그러나 이 시기에 어미말과 어린 망아지는 서로 격리되는 것을 몹시 안타까워하므로 세심한 관리가 필요하다.

## 같이 보기
- 자기주도이유식